# 多軸飛行器

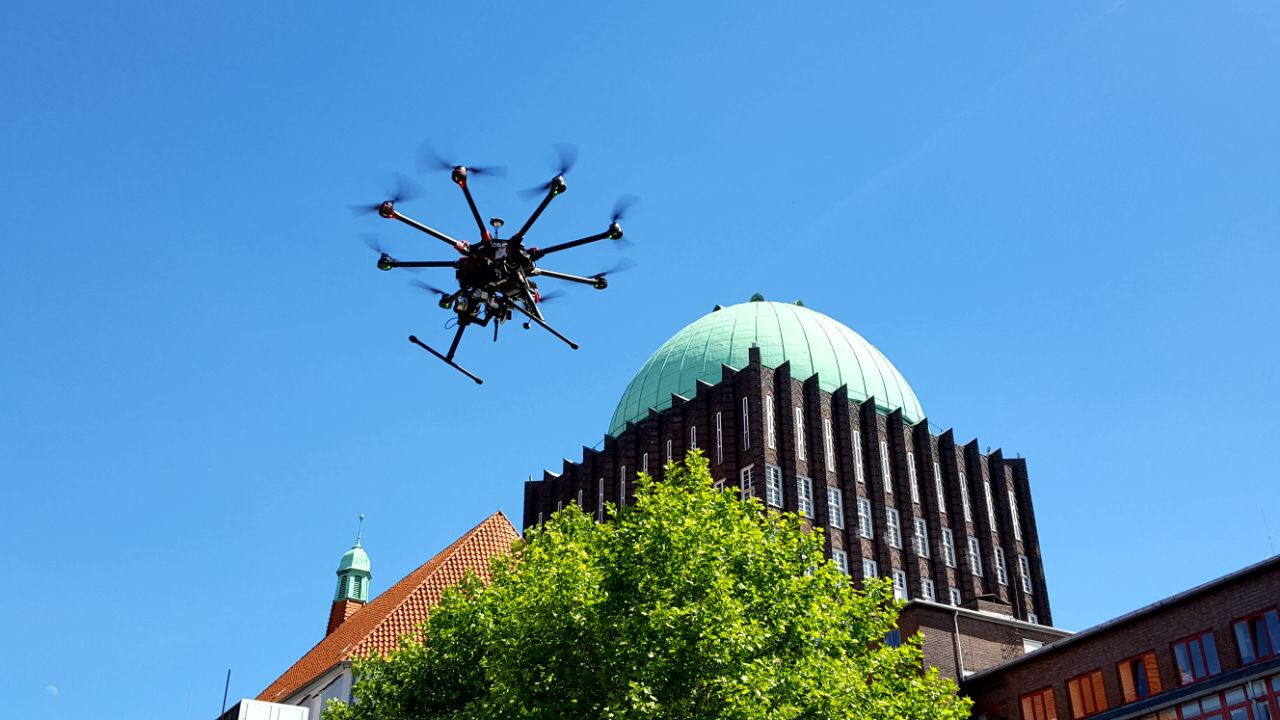
飛行中的一架八軸無人機

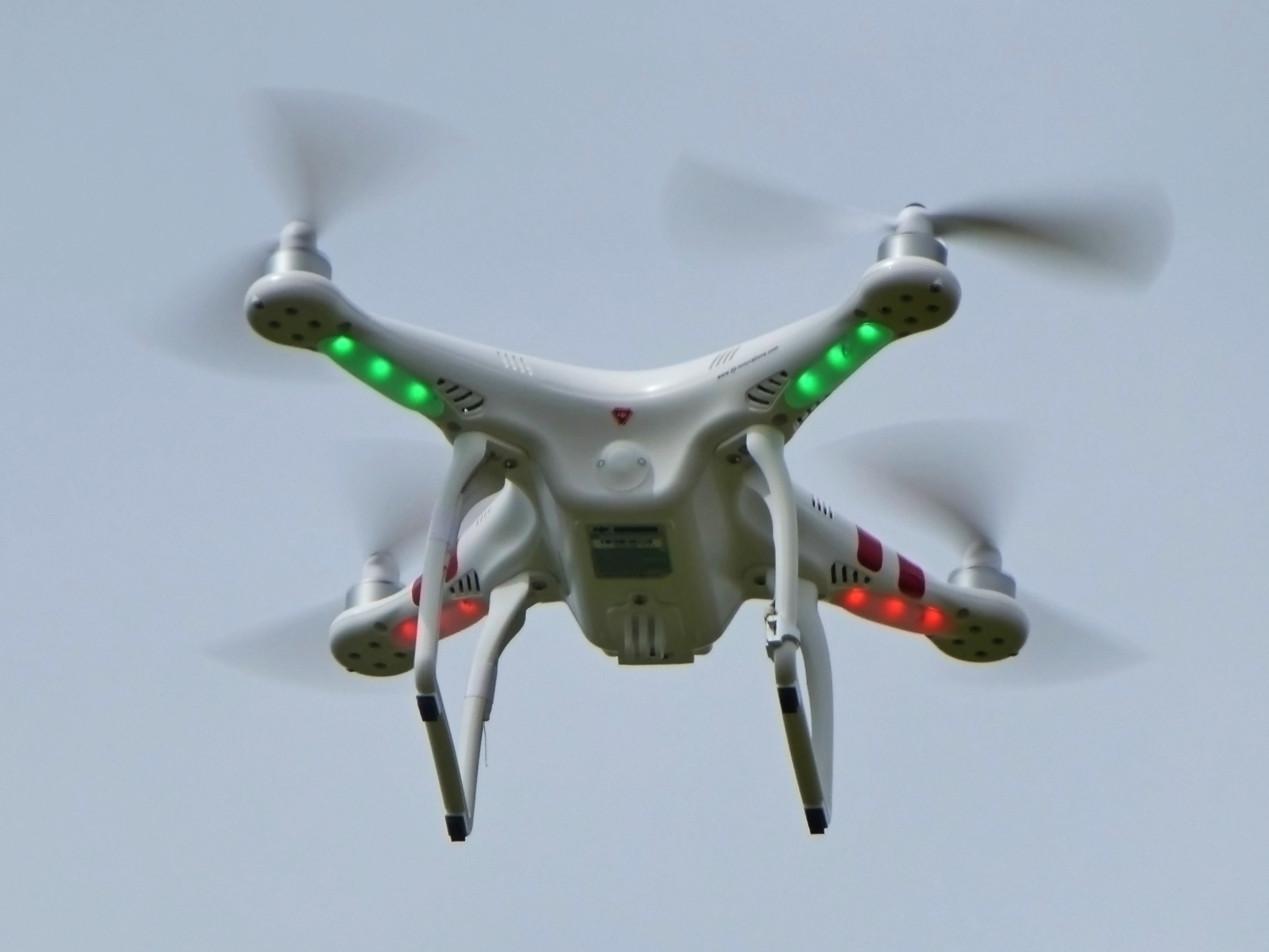
四軸無人機是其中一種多軸飛行器

多軸飛行器（英語：Multirotor aircraft），也称多旋翼直升机（Multicopter），是一種具有超过兩個旋翼軸的旋翼航空器。由每個軸末端的電動機轉動，帶動旋翼從而產生上升動力。旋翼的角度固定而不像直升飞机那样可变。透過改变不同旋翼之间的相对速度可以改变推进力的扭矩，从而控制飞行器的运行轨迹。由於多旋翼比較簡單穩定，目前實作的多軸飛行器外型相對飛機來說小很多，因而適合業餘、休閒使用。
因为多軸飛行器容易制造和控制，所以常用来制作模型和遥控飞行器。常见的有四軸、六軸、八軸飞行器。它的體積小、重量輕，因此攜帶方便，能輕易進入人不易進入的各種惡劣環境。發展到如今，多軸飛行器已可執行航拍電影取景、實時監控、地形勘探及農業等飛行任務。亞馬遜等公司也進行研發，以在未來利用多軸飛行器進行宅配甚至載客等業務用途。有許多的公司提供了解決方案，如大疆创新等。
目前最新的研究提出了一种三旋翼飞行器，这也是迄今为止轴数最少的多轴飞行器（最少的是两轴，这是飞行器的常识）。为了维持飞行器的稳定，每个旋翼配备了额外的伺服马达从而实现了全自由度飞行。区别于传统的四旋翼飞行器，该飞行器还能在空中指定位置随意改变姿态，这为避障提供了更加简便的思路。

## 外部連接
维基共享资源上的相關多媒體資源：多軸飛行器